# Родригес, Макарена
Ана Макарена Родригес Перес (исп. Ana Macarena Rodríguez Pérez, родилась 10 июня 1978 года в Мендосе) — аргентинская хоккеистка на траве, полузащитница клуба «Ривер Плейт»; игрок сборной Аргентины в 2001—2015 годах. Серебряный призёр летних Олимпийских игр 2012 года, чемпионка мира 2010 года, трёхкратная победительница Трофея чемпионов. Отмечена наградами со стороны министерства спорта Аргентины.

## Спортивная карьера
Воспитанница школы клуба «Андино» (Мендоса). В 2001 году была впервые вызвана в сборную Аргентины, однако игроком основы стала в 2010 году, когда попала в заявку на чемпионат мира и выиграла его. Выступает в текущий момент за клуб «Ривер Плейт» первого дивизиона. Победительница Трофеев чемпионов 2010, 2012 и 2014 годов, серебряный призёр Олимпиады в Лондоне, дважды серебряный призёр Панамериканских игр. В 2012 году на Трофее чемпионов сыграла свою 100-ю игру за сборную, проведя её против Германии, с 2014 по 2015 годы капитан команды после ухода из сборной Лусианы Аймар (преемником стала Карла Ребекки).